# Ф'юмічіно
Ф'юмічіно (італ. Fiumicino) — місто та муніципалітет в Італії, у регіоні Лаціо, метрополійне місто Рим-Столиця.
Ф'юмічіно розташоване на відстані близько 25 км на південний захід від Рима.
Населення — 76 573 особи (2014).
Щорічний фестиваль відбувається 5 жовтня. Покровитель — Sant'Ippolito di Roma.

## Демографія
Станом на 1 січня 2023 року в муніципалітеті офіційно проживало 9878 іноземців з 124 країн, серед них 5019 громадян країн Євросоюзу та 326 громадян України.

## Сусідні муніципалітети
- Ангуїллара-Сабація
- Черветері
- Ладісполі
- Рим